# فیات ۱۴۰۰
فیات ۱۴۰۰ (Fiat ۱۴۰۰) خودرویی است که در سال‌های ۱۹۵۰ تا ۱۹۵۸تولید شده‌است.
طراحی آن خودروهای موتور جلو-محور عقب بوده طول آن در حالت طبیعی ۴۲۴ سانتیمتر (۱۶۶٫۹ اینچ) است. سیستم جعبه‌دندهٔ آن ۵ دنده به صورت دستی است.

## نگارخانه

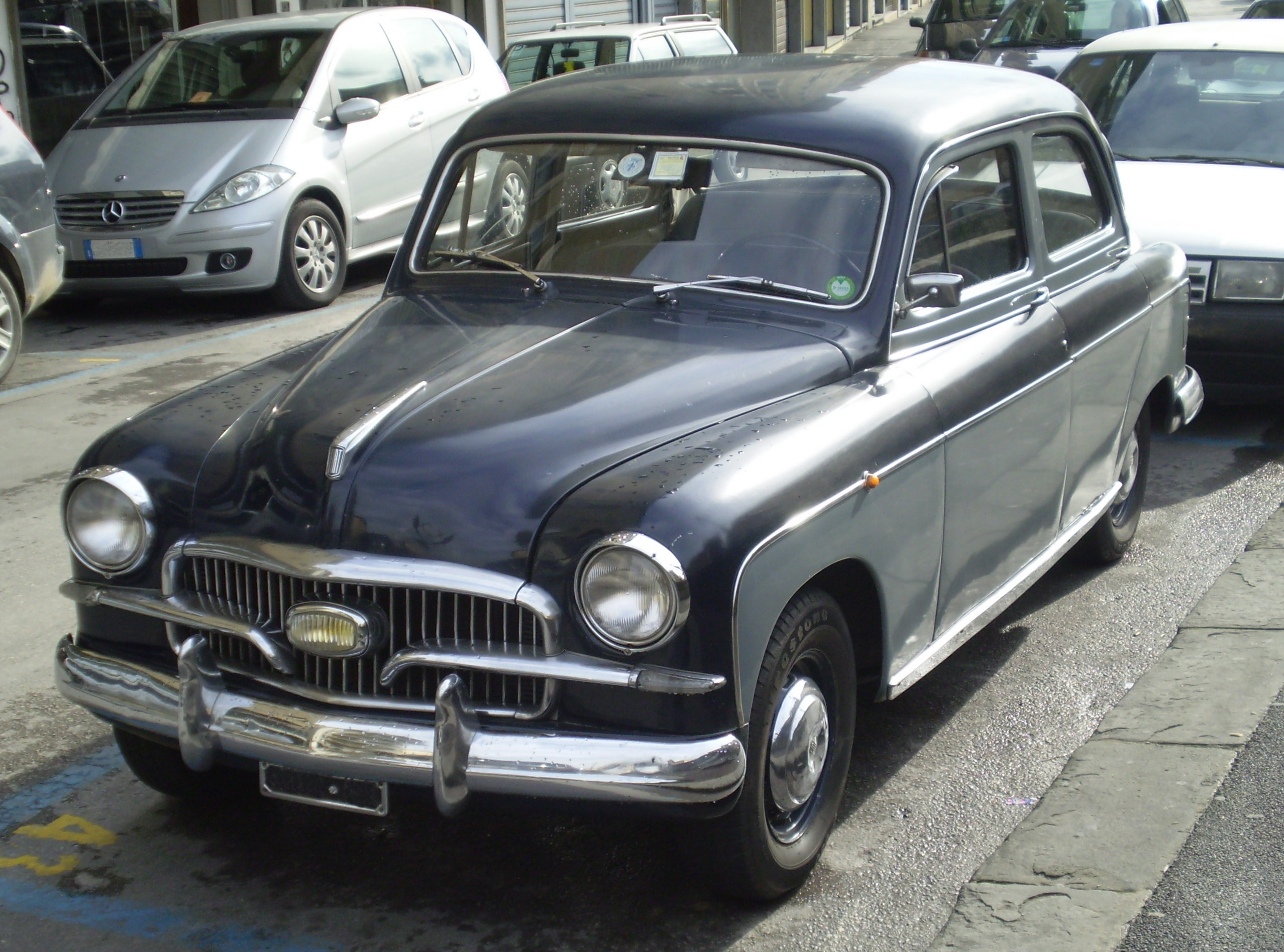
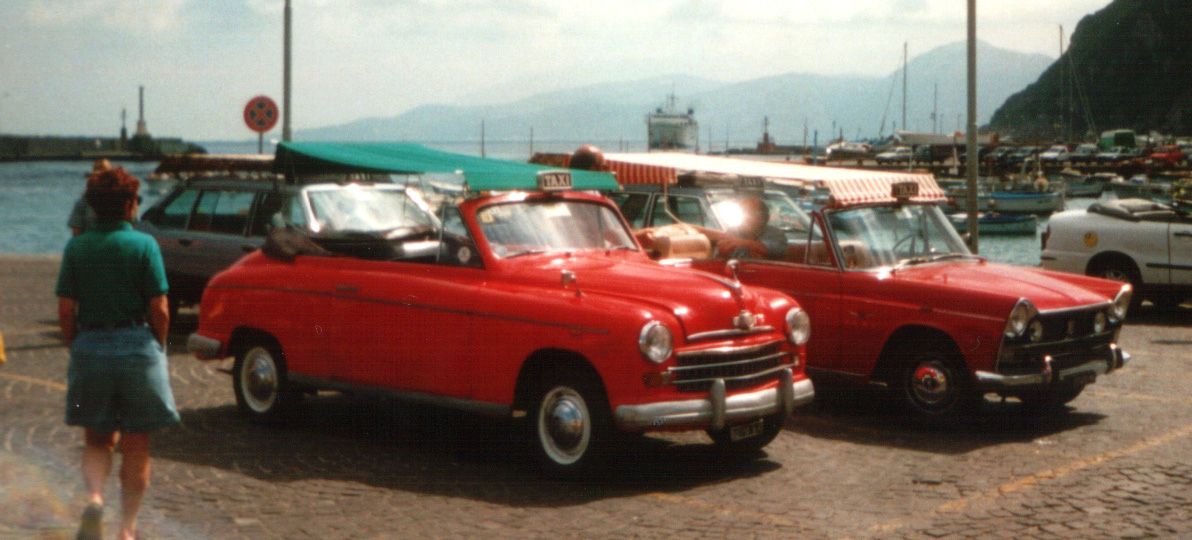
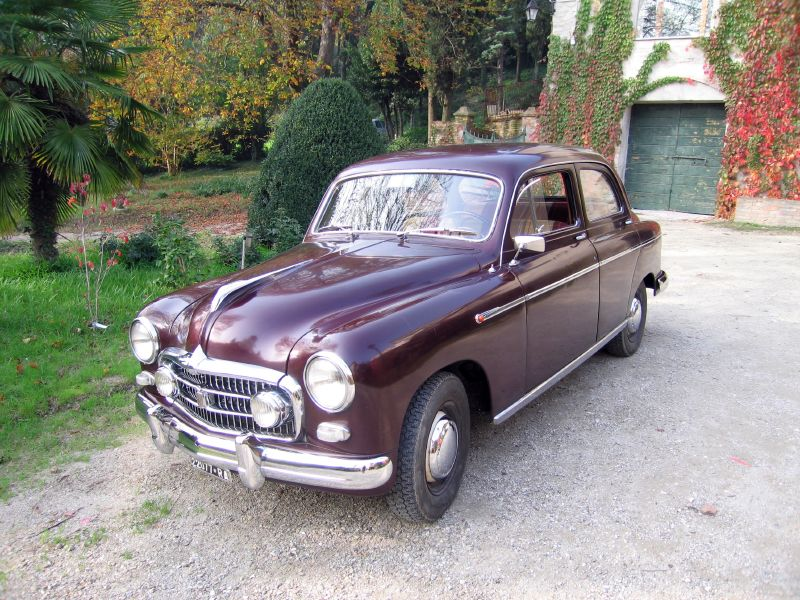
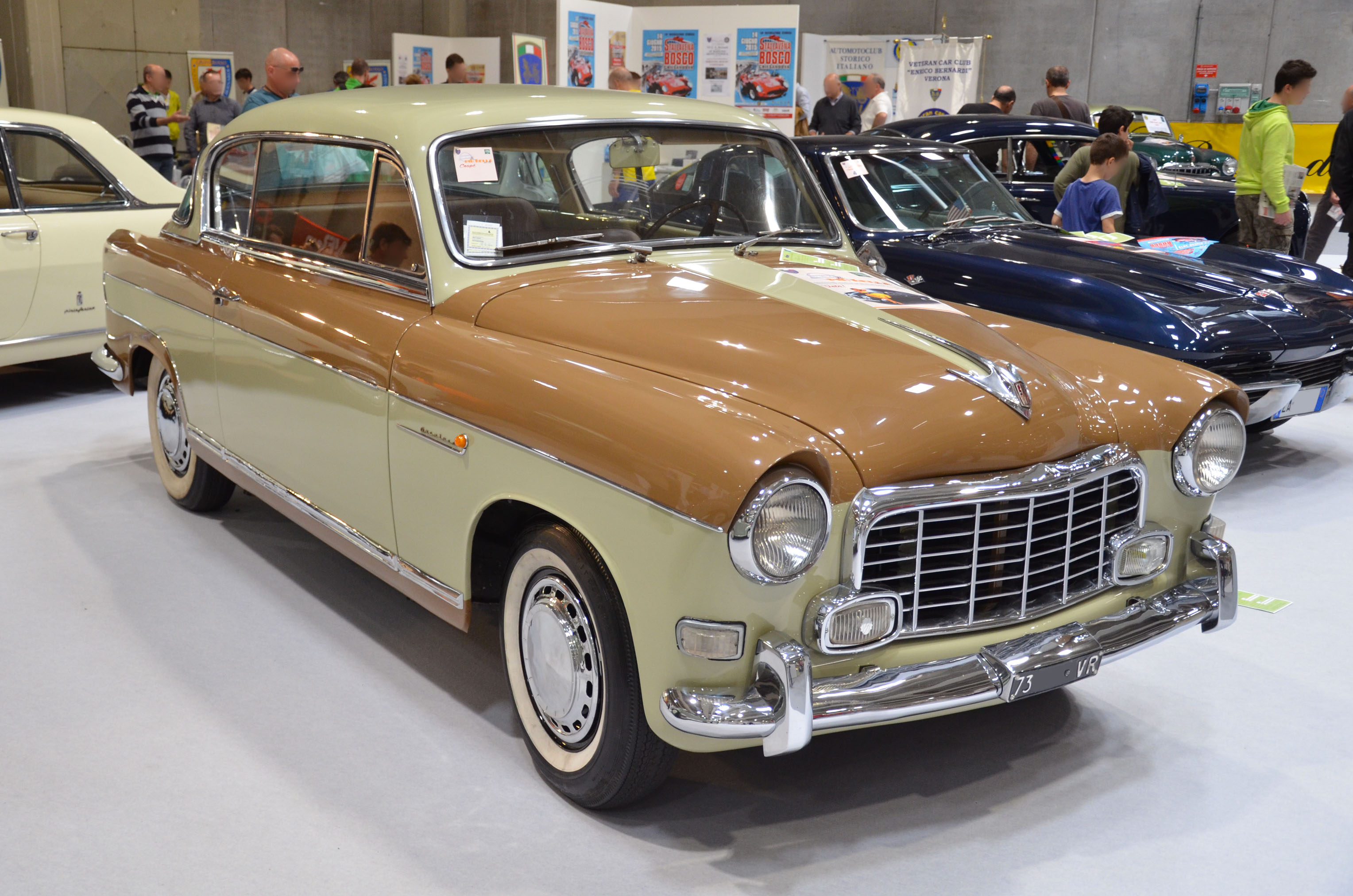